# Rivière du Brick
Pour les articles homonymes, voir Brick.
La rivière du Brick est cours d'eau de l'île d'Anticosti, au Québec (Canada) se jetant dans le golfe du Saint-Laurent. Elle est localisée dans la municipalité de L'Île-d'Anticosti.
Une route forestière (sens nord-sud) dessert le côté ouest de cette vallée, reliant la Pointe-Sud-Ouest de l'île, via le lieu-dit Tour-de-Jupiter (situé sur la ligne de partage des eaux) et la route principale passant sur le versant nord de l'île. Un embranchement de cette route descend vers le sud-est pour rejoindre la route forestière qui longe le littoral sud de l'île.

## Toponymie
Cette désignation toponymique est en usage depuis le début du XXe siècle. Elle tire son origine d'un voilier à deux mâts désigné généralement sous le nom de brick, ayant fait naufrage dans cette zone.
Le toponyme « rivière du Brick » a été officialisé le 5 décembre 1968 à la Banque des noms de lieux de la Commission de toponymie du Québec.

## Géographie
La rivière du Brick tire sa source à la confluence de deux ruisseaux de montagne (altitude: 239 m), situé au centre de l'île. Cette source est située en zone forestière à:
- 81,8 km à l'est du centre-ville du village de Port-Menier;
- 32,6 km au sud de la rive nord de l'île d'Anticosti;
- 18,7 km au nord-est de la rive sud de l'île d'Anticosti[2].

À partir de sa source, la rivière du Brick coule sur 27,0 km avec un dénivelé de 238 m, selon les segments suivants:
- 9,3 m vers le sud dans une vallée de plus en plus encaissée, en recueillant de nombreux ruisseaux de montagne (du côté est de la rivière), puis à mi-segment, en formant une grande courbe vers l'ouest pour contourner une montagne, jusqu'à la décharge (venant du nord-est) d'un ruisseau. Note: La confluence de ce ruisseau correspond au lieu-dit "Satellite";
- 9,0 km vers le sud dans une vallée encaissée, en formant une grande courbe vers le sud-ouest et affichant un fort dénivelé, jusqu'à un coude de rivière correspondant à la décharge d'un ruisseau (venant du nord) et un ruisseau (venant de l'ouest);
- 8,7 km d'abord vers le sud dans une vallée encaissée avec un bon dénivelé, en courbant vers l'est pour contourner une montagne, puis vers le sud, en passant sous le pont de la route forestière qui longe le littéral sud de l'île, et en recueillant un ruisseau (venant du nord-est) en traversant une zone de marais, jusqu'à son embouchure[2].

La rivière du Brick se déverse du côté est des récifs Jumpers sur la rive sud de l'Île d'Anticosti, dans le golfe du Saint-Laurent, soit à 15,5 km à l'est de la Pointe-Sud-Ouest, à 21,4 km au sud-est de l'embouchure de la rivière Jupiter et à 86,9 km au sud-est du centre du village de Port-Menier.

## Réserve écologique du Grand-Lac-Salé
En 1991, le gouvernement du Québec avait établi la réserve écologique du Grand-Lac-Salé couvrant approximativement 7000 hectares. En sommaire, cette réserve était délimitée par le milieu de la rivière du Brick à partir de sa confluence avec le détroit d'Honguedo, en remontant la rivière jusqu'à la latitude 5 468 000 m N; de là, vers l'est, jusqu'au centre de la rivière Galiote; puis vers le sud en suivant le centre de la rivière Galiote, jusqu'à sa confluence avec le détroit d'Honguedo.

## Activités récréotouristiques
Le canyon du Brick est l'un des attraits touristiques de l'île d'Anticosti avec ses parois s'élevant jusqu'à 75 m de hauteur. À Brick-la-Roche, au km 6 de la rivière du Brick, le canyon offre un panorama imprenable avec sa platière et ses talus d'éboulis. Cette zone abrite une flore diversifiée. Le cours de cette rivière comporte des bassins d'eau émeraude idéal pour la baignade.
Les randonneurs peuvent s'initier à la géologie grâce aux fossiles observées sur les parois rocheuses. Ils peuvent aussi marcher dans l'eau sur le fond pierreux de la rivière.
En 2000, le pavillon Satellite a été déménagé par le SÉPAQ Anticosti vers l'embouchure de la rivière Brick pour mieux accommoder les amateurs de la nature.

### Pêche sportive au Saumon
La rivière du Brick n'a plus le statut de rivière à saumon en vertu du Règlement de pêche du Québec depuis 1993.
La rivière du Brick est fréquentée par la truite de mer, non plus par le saumon.

### Chasse
Le ministère du Loisir, de la Chasse et de la Pêche a introduit en 1983 la chasse en camping à la rivière du Brick. À l'époque, cet ajout augmentait la capacité d'accueil sur l'île d'Anticosti; le reste de l'offre était administré par des pourvoyeurs.